# Second Heat
Second Heat è il secondo album in studio del gruppo musicale statunitense Racer X, pubblicato nel 1987 dalla Shrapnel Records.

## Tracce
1. Sacrifice – 4:03 (Paul Gilbert, Jeff Martin)
2. Gone Too Far – 2:55 (Gilbert, Martin)
3. Scarified (strumentale) – 2:40 (Gilbert, Scott Travis)
4. Sunlit Nights – 3:35 (Gilbert, Martin, Bruce Bouillet)
5. Hammer Away – 3:44 (Gilbert, Martin)
6. Heart of a Lion (cover dei Judas Priest) – 4:04 (Glenn Tipton, K.K. Downing, Rob Halford)
7. Motor Man – 3:46 (Gilbert, Martin, Bouillet)
8. Moonage Daydream (cover di David Bowie) – 3:30 (David Bowie)
9. Living the Hard Way – 3:33 (Gilbert)
10. Lady Killer – 4:01 (Gilbert, Martin, Bouillet)

## Formazione

### Gruppo
- Jeff Martin – voce
- Paul Gilbert – chitarra
- Bruce Bouillet – chitarra
- John Alderete – basso
- Scott Travis – batteria

### Altri musicisti
- Mike Mani – tastiere (tracce 4 e 6)

### Produzione
- Steve Fontano – produzione, ingegneria del suono
- Dino Alden – ingegneria del suono
- George Horn – mastering
- Mike Varney – produzione esecutiva
- Guy Aitchison – copertina